# Katlyn Chookagian
Katlyn Chookagian (Quakertown, Pensilvania; 28 de diciembre de 1988) es una artista marcial mixta estadounidense que compite en la división de peso mosca de Ultimate Fighting Championship. Desde el 2 de abril de 2024, ocupa el puesto número #7 en la clasificación de peso mosca femenino de UFC.

## Primeros años
Nació en Quakertown, Pensilvania, donde se graduó de la Escuela Secundaria Mayor Comunitaria Quakertown. Su primer trabajo fue servir pizza en Q-Mart, donde tiene el récord de la mayor cantidad de rebanadas que caben en su bolsillo. En general, comenzó a entrenar karate cuando tenía cuatro años, empezó a luchar como aficionada en artes marciales mixtas en 2012 y se convirtió en profesional en 2014. Entre sus compañeros de equipo y de entrenamiento se encuentran Gordon Ryan, Claudia Gadelha, Sijara Eubanks y el capitán del equipo Frankie Edgar. Es licenciada en Administración de Empresas y Marketing por la Universidad Fairleigh Dickinson. Es de ascendencia armenia.

## Vida personal
Katlyn se tomó un descanso de las peleas después de su última pelea de 2022 y sufrió dos abortos espontáneos.

## Carrera en las artes marciales mixtas

### Inicios
Hizo su debut en las artes marciales mixtas profesionalmente contra Rebecca Heintzman el 28 de junio de 2014, en CFFC 37. Ganó el combate por decisión unánime.
Tuvo su segundo combate profesional en World Series of Fighting 13: Moraes vs. Bollinger el 13 de septiembre de 2014. Ganó el combate por KO contra Brigitte Narcise, de 44 años, a los 38 segundos del último asalto en la categoría de peso mosca.
Se le cancelaron sus dos combates posteriores. Contra Allanna Jones en el Ring of Combat 49, y contra Nohime Dennison en el CFFC 45. Finalmente, el 9 de mayo de 2015, peleó dos veces en el mismo día, venciendo a Linn Wennergren por decisión unánime, y a Melinda Fábián por finalización en el primer asalto.
Volvió al evento en el que debutó, el CFFC, y celebró allí tres combates más. Los resultados siguieron siendo magníficos: dos cinturones, dos victorias por decisión unánime y una por KO, debido a un rodillazo.

### Ultimate Fighting Championship
Debutó en la UFC contra Lauren Murphy el 13 de julio de 2016 en UFC Fight Night: McDonald vs. Lineker. Ganó el combate por decisión unánime.
Se enfrentó a Liz Carmouche el 12 de noviembre de 2016 en UFC 205. Perdió el combate por decisión dividida.
Se enfrentó a Irene Aldana el 8 de abril de 2017 en UFC 210. Ganó el combate por decisión dividida.
Se enfrentó a Mara Romero Borella el 27 de enero de 2018 en UFC on Fox: Jacaré vs. Brunson 2. Ganó el combate por decisión unánime.
Se enfrentó a Alexis Davis el 28 de julio de 2018 en UFC on Fox: Alvarez vs. Poirier 2. Ganó el combate por decisión unánime.
Se enfrentó a Jessica Eye el 8 de diciembre de 2018 en UFC 231. Perdió el combate por decisión dividida.
Se enfrentó a Joanne Wood el 8 de junio de 2019 en UFC 238. Ganó el combate por decisión unánime.
Se enfrentó a Jennifer Maia el 2 de noviembre de 2019 en UFC 244. En el pesaje, Maia pesó 127.2 libras, 1.2 libras por encima del límite de la pelea de peso mosca, de 126. El combate procedió en el peso acordado  y Maia fue multada con el 25% de su bolsa y fue para Chookagian. Ganó el combate por decisión unánime.
Se enfrentó a Valentina Shevchenko por el Campeonato Femenino de Peso Mosca de la UFC el 8 de febrero de 2020 en UFC 247. Perdió el combate por TKO en el tercer asalto.
Se enfrentó a Antonina Shevchenko el 30 de mayo de 2020 en UFC on ESPN: Woodley vs. Burns. Ganó el combate por decisión unánime.
Se enfrentó a Jéssica Andrade el 18 de octubre de 2020 en UFC Fight Night: Ortega vs. The Korean Zombie. Perdió el combate por TKO en el primer asalto.
Se enfrentó a Cynthia Calvillo el 21 de noviembre de 2020 en UFC 255. Ganó el combate por decisión unánime.
Se enfrentó a Viviane Araújo el 15 de mayo de 2021 en UFC 262. Ganó el combate por decisión unánime.
Se enfrentó a Jennifer Maia el 15 de enero de 2022 en UFC on ESPN: Kattar vs. Chikadze. Ganó el combate por decisión unánime. A pesar de haber ganado tres combates consecutivos, el 16 de enero se informó de que el combate con Maia era el último combate de su contrato. En una entrevista posterior al combate, afirmó que la UFC se negó a negociar un nuevo contrato con ella antes del combate con Maia, lo que la convirtió en agente libre.
Como primer combate de su nuevo contrato, se enfrentó a Amanda Ribas el 14 de mayo de 2022 en UFC on ESPN: Błachowicz vs. Rakić. Ganó el combate por decisión dividida. Este combate le valió el premio a la Pelea de la Noche.
Se esperaba que se enfrentara a Manon Fiorot el 3 de septiembre de 2022 en UFC Fight Night: Gane vs. Tuivasa. Sin embargo, se retiró por razones desconocidas a mediados de junio y fue sustituida por Jéssica Andrade. A su vez, Andrade se retiró a mediados de julio por razones no reveladas y fue sustituida por la oponente original de Fiorot: Chookagian. Después de que Fiorot se lesionara la rodilla, el combate fue finalmente cambiado para tener lugar el 22 de octubre de 2022 en UFC 280. Perdió el combate por decisión unánime.
Cerminara se enfrentó a Maycee Barber el 9 de marzo de 2024 en UFC 299.  Ella perdió la pelea por decisión unánime. 

## Campeonatos y logros
- Ultimate Fighting Championship
  - Más victorias por decisión unánime en la historia de la división de peso mosca femenino de UFC (8)
  - Más victorias en la historia de la división de peso mosca femenino de UFC (9)[59]
  - Empatada por la mayor cantidad de peleas en la historia de la división de peso mosca femenino de UFC (12) (empatada con Gillian Robertson)[59]
  - Empatada en la sexta mayor cantidad de victorias por decisión unánime en la historia de UFC (9)
  - Mayor porcentaje de victorias por decisión en la historia de UFC (11 victorias por decisión/11 victorias: 100%)
  - Pelea de la Noche (una vez) vs. Amanda Ribas}}[60][49]

- Cage Fury Fighting Championships
  - Campeonato Femenino de Peso Mosca de CFFC (una vez)
- Cage Fury Fighting Championships
  - Campeonato Femenino de Peso Gallo de CFFC (una vez)

## Récord en artes marciales mixtas
| Resultado | Récord | Oponente             | Método                    | Evento                                        | Fecha                    | Ronda | Tiempo | Localización                  | Notas                                                                      |
| --------- | ------ | -------------------- | ------------------------- | --------------------------------------------- | ------------------------ | ----- | ------ | ----------------------------- | -------------------------------------------------------------------------- |
| Derrota   | 18-6   | Maycee Barber        | Decisión (unánime)        | UFC 299                                       | 9 de marzo de 2024       | 3     | 5:00   | Miami, Florida                |                                                                            |
| Derrota   | 18-5   | Manon Fiorot         | Decisión (unánime)        | UFC 280                                       | 22 de octubre de 2022    | 3     | 5:00   | Abu Dhabi                     | Combate de peso acordado (127.5 libras); Chookagian no alcanzó el peso.    |
| Victoria  | 18-4   | Amanda Ribas         | Decisión (dividida)       | UFC on ESPN: Błachowicz vs. Rakić             | 14 de mayo de 2022       | 3     | 5:00   | Las Vegas, Nevada             | Pelea de la Noche.                                                         |
| Victoria  | 17-4   | Jennifer Maia        | Decisión (unánime)        | UFC on ESPN: Kattar vs. Chikadze              | 15 de enero de 2022      | 3     | 5:00   | Las Vegas, Nevada             |                                                                            |
| Victoria  | 16-4   | Viviane Araújo       | Decisión (unánime)        | UFC 262                                       | 15 de mayo de 2021       | 3     | 5:00   | Houston, Texas                |                                                                            |
| Victoria  | 15-4   | Cynthia Calvillo     | Decisión (unánime)        | UFC 255                                       | 21 de noviembre de 2020  | 3     | 5:00   | Las Vegas, Nevada             |                                                                            |
| Derrota   | 14-4   | Jéssica Andrade      | TKO (puñetazos al cuerpo) | UFC Fight Night: Ortega vs. The Korean Zombie | 18 de octubre de 2020    | 1     | 4:55   | Abu Dhabi                     |                                                                            |
| Victoria  | 14-3   | Antonina Shevchenko  | Decisión (unánime)        | UFC on ESPN: Woodley vs. Burns                | 30 de mayo de 2020       | 3     | 5:00   | Las Vegas, Nevada             |                                                                            |
| Derrota   | 13-3   | Valentina Shevchenko | TKO (codazos y puñetazos) | UFC 247                                       | 8 de febrero de 2020     | 3     | 1:03   | Houston, Texas                | Por el Campeonato Femenino de Peso Mosca de la UFC.                        |
| Victoria  | 13-2   | Jennifer Maia        | Decisión (unánime)        | UFC 244                                       | 2 de noviembre de 2019   | 3     | 5:00   | Nueva York                    | Combate de peso acordado (127.2 libras); Maia no alcanzó el peso.          |
| Victoria  | 12-2   | Joanne Wood          | Decisión (unánime)        | UFC 238                                       | 8 de junio de 2019       | 3     | 5:00   | Chicago, Illinois             |                                                                            |
| Derrota   | 11-2   | Jessica Eye          | Decisión (dividida)       | UFC 231                                       | 8 de diciembre de 2018   | 3     | 5:00   | Toronto, Ontario              |                                                                            |
| Victoria  | 11-1   | Alexis Davis         | Decisión (unánime)        | UFC on Fox: Alvarez vs. Poirier 2             | 28 de julio de 2018      | 3     | 5:00   | Calgary, Alberta              |                                                                            |
| Victoria  | 10-1   | Mara Romero Borella  | Decisión (unánime)        | UFC on Fox: Jacaré vs. Brunson 2              | 27 de enero de 2018      | 3     | 5:00   | Charlotte, Carolina del Norte | Regreso al peso mosca.                                                     |
| Victoria  | 9-1    | Irene Aldana         | Decisión (dividida)       | UFC 210                                       | 8 de abril de 2017       | 3     | 5:00   | Búfalo, Nueva York            |                                                                            |
| Derrota   | 8-1    | Liz Carmouche        | Decisión (dividida)       | UFC 205                                       | 12 de noviembre de 2016  | 3     | 5:00   | Nueva York                    |                                                                            |
| Victoria  | 8-0    | Lauren Murphy        | Decisión (unánime)        | UFC Fight Night: McDonald vs. Lineker         | 13 de julio de 2016      | 3     | 5:00   | Sioux Falls, Dakota del Sur   |                                                                            |
| Victoria  | 7-0    | Stephanie Bragayrac  | KO (rodillazo)            | CFFC 57: Honorio vs. Gaudinot                 | 19 de marzo de 2016      | 1     | 0:45   | Filadelfia, Pensilvania       | Debut en el peso gallo. Ganó el Campeonato Femenino de Peso Gallo de CFFC. |
| Victoria  | 6-0    | Isabelly Varela      | Decisión (unánime)        | CFFC 55: Chookagian vs. Varela                | 9 de enero de 2016       | 5     | 5:00   | Atlantic City, Nueva Jersey   | Ganó el vacante Campeonato Femenino de Peso Mosca de CFFC.                 |
| Victoria  | 5-0    | Sijara Eubanks       | Decisión (unánime)        | CFFC 52: Horcher vs. Regman                   | 31 de octubre de 2015    | 3     | 5:00   | Atlantic City, Nueva Jersey   |                                                                            |
| Victoria  | 4-0    | Melinda Fábián       | Sumisión (barra de brazo) | PMMAL Hungarian Fight Championship 9          | 9 de mayo de 2015        | 1     | 4:33   | Budapest                      |                                                                            |
| Victoria  | 3-0    | Linn Wennergren      | Decisión (unánime)        | PMMAL Hungarian Fight Championship 9          | 9 de mayo de 2015        | 3     | 5:00   | Budapest                      |                                                                            |
| Victoria  | 2-0    | Brigitte Narcisse    | KO (rodillazos)           | WSOF 13                                       | 13 de septiembre de 2014 | 3     | 0:38   | Bethlehem, Pensilvania        | Debut en el peso mosca.                                                    |
| Victoria  | 1-0    | Rebecca Heintzman    | Decisión (unánime)        | CFFC 37: Anyanwu vs. Bell                     | 28 de junio de 2014      | 3     | 5:00   | Filadelfia, Pensilvania       | Debut en el peso paja.                                                     |